# WWE SmackDown vs. Raw 2008
WWE SmackDown vs. Raw 2008 é um jogo de Video-game, baseado no wrestling profissional. Foi lançado em 30 de Novembro de 2007, para os consoles PlayStation 2, PlayStation 3, Xbox 360, Wii, PSP e Nintendo DS.
O jogo foi publicado pela THQ e tem como membros os lutadores da WWE. Este jogo, nono da série, é o sucessor de WWE SmackDown vs. Raw 2007 e o antecessor do jogo WWE SmackDown vs. Raw 2009 e é o primeiro a incluir a ECW.
WWE SmackDown vs. Raw 2008 foi o maior game de wrestling do ano de 2007. Foram vendidas  5 410 000 de unidades em todo o mundo.
O lutador Chris Benoit foi excluído do game por ter cometido um assassinato.

## Elenco
Segue o elenco de Superastros e Divas da  WWE que estão presentes no game:

### Raw
| - Bobby Lashley - Carlito - Jeff Hardy - John Cena - JTG - Mr. Kennedy - Mr. McMahon - Randy Orton - Shad - Shane McMahon - Shawn Michaels - Snitsky - Triple H - Umaga - William Regal - The Sandman |

### SmackDown
| - Batista - Chavo Guerrero - Chris Masters - Edge - Finlay - Gregory Helms - John "Bradshaw" Layfield (JBL) (desbloqueável) - Kane - Kenny Dykstra - Mark Henry - Matt Hardy - MVP - Rey Mysterio - Ric Flair - The Great Khali - The Undertaker |

### ECW
| - Elijah Burke - John Morrison - Marcus Cor Von - Sabu - Tommy Dreamer - CM Punk |

### Divas
| - Ashley - Candice Michelle - Kelly Kelly - Maria | - Melina - Michelle McCool - Mickie James - Torrie Wilson |

### Lendas (todas desbloqueáveis)

#### World Wrestling Entertainment
| - Bret Hart - Mick Foley - Rick Rude - Roddy Piper - Steve Austin - The Rock - Sgt. Slaughter (versão PSP) - Eddie Guerrero (versão PSP) - "The Anvil" Jim Neidhart (versão PSP) |

#### Lendas da ECW
| - Sabu - Terry Funk - Tommy Dreamer (já desbloqueado) |

### Outros
| - RAW - Jim Ross - Jerry Lawler - Jonathan Coachman - Armando Estrada - Stephanie McMahon | - ECW - Joey Styles - Tazz - Tommy Dreamer | - SmackDown - Michael Cole - JBL - Theodore Long |

## Campeonatos e campeões iniciais
- Raw
  - WWE Championship: John Cena
  - Intercontinental Championship: Umaga
  - Womens Championship: Melina
  - World Tag Team Championship: Hardy Boyz (Matt e Jeff)
- SmackDown
  - World Heavywheight Championship: Edge
  - U.S. Championship: MVP
  - Cruiserweight Champioship: Chavo Guerrero
  - WWE Tag Team Championship: Batista e Rey Mysterio
- ECW
  - ECW Championship: Tommy Dreamer (PS3), Johnny Nitro (PS2)
- Versões Especiais
  - Million Dollar Championship: Shane McMahon
  - WWF Attitude Heavyweight Championship: Steve Austin
  - WCW Championship: Ric Flair
  - Hardcore Championship: Tommy Dreamer

## Cenários
| - Raw - SmackDown - ECW - HEAT - Royal Rumble 2007 - Unforgiven 2006 - No Way Out 20071 - No Mercy 2006 - ECW One Night Stand 20061 | - Vengeance 20061 - WrestleMania 231 - December to Dismember 20061 - Survivor Series 2006 - Summer Slam 20061 - The Great American Bash 20061 - Armageddon 2006 - Backlash 2007 - Cyber Sunday 2006 | - Judgment Day 2006 - New Year's Revolution 20071 |

1- Deverá ser desbloqueado antes par usá-lo.